# 紀元前75年
紀元前75年（きげんぜん75ねん）は、ローマ暦の年である。

## 他の紀年法
- 干支 : 丙午
- 日本
  - 崇神天皇23年
  - 皇紀586年
- 中国
  - 前漢 : 元鳳6年
- 朝鮮
  - 檀紀2259年
- 仏滅紀元 : 469年
- ユダヤ暦 : 3686年 - 3687年

## できごと

### ローマ
- 護民官、クイントゥス・オピミウスは演説の中で、ルキウス・コルネリウス・スッラによる護民官の職の制限を非難した。
- マルクス・トゥッリウス・キケロがクァエストルの職に就いた。
- ビテュニアのニコメデス4世は、ポントス王ミトリダテス6世がビテュニア、カッパドキア、パフラゴニア（英語版） に侵攻し、第三次ミトリダテス戦争を始めたことに腹を立て、自分の死後、王国をローマ帝国に譲渡すると遺言状した。
- 第三次ミトリダテス戦争 - カルケドンの戦いで、M. Aurelius Cottaがミトリダテス6世に敗れた。

### 文学
- ラテン文学の黄金期が始まった。

## 誕生
- 元帝：前漢の皇帝